# 親分福田
親分福田（おやぶんふくだ、3月31日 - ）は、日本の音楽プロデューサー、ソングライター、編曲家、実業家、ゲームクリエイター、ベーシスト。
M2Organizationの代表取締役及び、上野エリア、御徒町にある世界初のアニメソング専用カラオケバー、『あにすた!』の親分。Little Nonのメンバーでリバティーズのメンバー。お酒に弱い。

## 来歴
1990年11月21日、日本コロムビアより「AZーアズー」としてメジャー・デビュー。初ステージは、浅草ROXビル特設会場にてゲスト出演。その後、渋谷ライブイン、Shibuya eggman、横浜7thアヴェニュー、大宮フリークス、ルート14 、CLUB CITTA'、渋谷公会堂、日本青年館などでワンマンライブを行う。東京成徳短期大学附属高等学校文化祭、富士短期大学学園祭、東京都立大学学園祭、つくば研究学園学園祭に出演。
1992年に解散後、ベーシスト大本政知に師事。1994年に加納順（元THE 東南西北のギター）と大生伊藤（チキチキソウルマシーンのドラム）とバンド・「リズセンダー」を組み、渋谷La.mamaなどに出演。
1997年、加納順と共に、オールディーズバンド「リバティーズ」に加入し関東を拠点に活動する。
- メンバー
  - 小黒浩一（ボーカル、ギター、バンドマスター、通称：リバ小黒）
  - YOKO（ボーカル）、加納順（ギター、ボーカル）
  - 親分福田（ベース、ボーカル、通称：福ちゃん）
  - 高波JUN（ドラム、ボーカル、通称：タカジュン）。
- サポートメンバー
  - 本田洋一郎（キーボード、ボーカル）
  - サッキー（キーボード、グレイハウンズメンバー）
  - 松本純（ギター、ボーカル、JUN BANDメンバー）

2000年、大生伊藤（ドラム、ボーカル）が加入。都内近郊のライブハウス、ホテルのショータイム、キャバレー、ホストクラブ、年間300本のステージをこなす営業バンドであった。2022年現在も年に数回ステージをやっている。
2000年6月15日に親分福田（バンドマスター）、大生伊藤、NOZOMI（後の永野希、ボーカル）、ヒロアキ（ギター、ボーカル）というメンバーでLittle Nonを結成。2003年ヒロアキの代わりに、谷島シュン（ギター、ボーカル）が加入。2001年4月22日「初ライブ」（四谷Live inn Magic）。その後、NOZOMI大学受験の為活動停止
- 2002年
  - 3月20日「ライブ2」（町田Do it?）
  - 4月14日「ライブ3」（原宿Los Angels Club）
  - 5月5日「ライブ4」（下北沢CLUB251）
  - 6月8日「ライブ5」（下北沢SHELTER）
  - 6月30日「ライブ6」（原宿RUIDO）
  - 8月6日「ライブ7」（原宿RUIDO）
  - 9月7日「ライブ8」（原宿RUIDO）
  - 10月10日BS朝日「原宿ロンチャーズ」出演
  - 10月11日「ライブ9」（原宿RUIDO）
  - 11月「ガンダムエース12月号」に、マンガネタとして掲載される
  - 11月10日「ライブ10」（原宿RUIDO）
  - 12月15日「ライブ11」（原宿RUIDO）
  - 12月31日「カウントダウンライブ」（原宿RUIDO）
- 2003年
  - 2月1日「ライブ13」（原宿RUIDO）
  - 2月00「原宿ウン・キポート2月号」（タウン誌）に、取材を受け、掲載される
  - 2月8日「ライブ14」（赤坂グラフィティ）
  - 2月25日『あっ!とおどろく放送局』内の「なまなまチャンネル Music You!」に初出演
  - 3月18日『あっ!とおどろく放送局』内の「なまなまチャンネル Music You!」に出演
  - 3月22日「ライブ15」（原宿RUIDO）
  - 4月19日「ライブ16」（原宿RUIDO）
  - 5月11日「ライブ17」（原宿RUIDO）
  - 6月8日「ライブ18」（原宿RUIDO）
  - 8月2日「ライブ19」（原宿RUIDO）
  - 12/00「月刊アニメ−ジュ12月号」に漫画で紹介される
- 2004
  - 2月15日「ライブ20」（原宿RUIDO）
  - 3月14日「ライブ21」（原宿RUIDO）
  - 3月27日秋葉原路上ライブ開始（これより毎週土曜日に行う）[2]
  - 4/25イベント「キン肉マン2世・新宿ジャック!」に、NOZOMI,アシスタントMCとして参加
  - 5月　漫画家「さとうげん」の依頼により、「Little Nonのイメージを自由に発想する」と言う授業の題材に抜擢される　
  - 5月20日
    - 「ライブ22」（四谷Live in Magic）
    - 「ブリーチ」に出演

  - 6月5日「ライブ23」（原宿RUIDO）
  - 9月26日「Little Nonライブ」（原宿RUIDO）
  - 11月22日「Little Nonライブ」（渋谷RUIDO）
  - 11月23日
    - 『ねっとらんなー 萌え～』発売記念イベント
    - 「ネットランナー大抽選会」（秋葉原 LAOXザ・コンピュータ館 店頭）

  - 12月19日「Little Nonライブ」（原宿RUIDO）
- 2005年
  - 2日14日「Little Nonライブ」（渋谷RUIDO K2）
  - 3月3日「Little Nonライブ」（渋谷RUIDO K2）
  - 4月3日「Little Nonライブ」Sweet Voice Vol.1～SAKUraSAKU～（原宿RUIDO）
  - 5月22日「Little Nonワンマンライブ」（原宿RUIDO）
  - 7月9日「Little Non」Sweet Voice Vol.2～キラキラ星～（原宿RUIDO K2）
  - 10月16日「Little Nonワンマンライブ」（原宿RUIDO）
- 2011年2月、Little Non解散。
- 2011年2月22日より、株式会社M2Organization アニソンバーあにすた!の店長に就任。
- 2017年、株式会社M2Organization代表に就任。
- 2021年1月、ススメ★萌でんぱ少年!! 大復活祭 2020!! 〜過ぎさりし萌をもとめてに、ULTRA-PRISM、UNDER17に加えてLittle Nonとして出演[3]。
- 2022年2月、「世界初のカラオケ有料配信サービス」TrikaLive[4]を立ち上げ。現在までの出演者は、Little Non、松浦有希、ULTRA-PRISM、泰勇気、Bamboo。

## 演奏スタイル
いわゆる「オタク系」「アキバ系」「萌え」などの要素が特徴としてみられるだけではなく、そういった要素を巧みに昇華して、上質のポップ・ロック・歌謡曲という独特の世界観を形成。本人曰くロックではなくロックンロール、とのこと。